# Ruonala
Ruonala est un quartier de la ville de Kotka en Finlande.

## Présentation
Le quartier de Ruonala est situé dans l'ouest de Kotka, au bord de la mer, il comprend le village de Munsaari.
Depuis les années 1950, le quartier a été construit en grande partie de maisons individuelles.
Puis on a construit des bâtiments plus grands le long de la plage de Ruonala.
Le quartier de Ruonala abrite l'église de Ruonala, l'école de Ruonala et la salle de sport de Ruonala.
La marina de Tiiliruukki se situe entre Ruonala et Räski.
L'île de Munsaari est dans le quartier de Ruonala.

## Transports
Le quartier de Ruonala est desservi par les lignes de bus suivantes :
- 19 Mussalo-Parikka-Laajakoski
- 25 Norskankatu-Mussalo-Karhuvuori-Karhula
- 27 Norskankatu-Musslo-Karhuvuori-Norskankatu
- 12 Norskankatu-Karhuvuori-Mussalo
- 20 Mussalo-Karhuvuori-Karhula
- 14PA Koskenrinne-Prisma-Karhuvuori-Mussalo-Kotkansaari
- 15PA Leikari-Suulisniemi-Karhula-Korkeakoski-Karhuvuori-Kotka

Le quartier de Ruonala est traversé par la seututie 352.

## Galerie

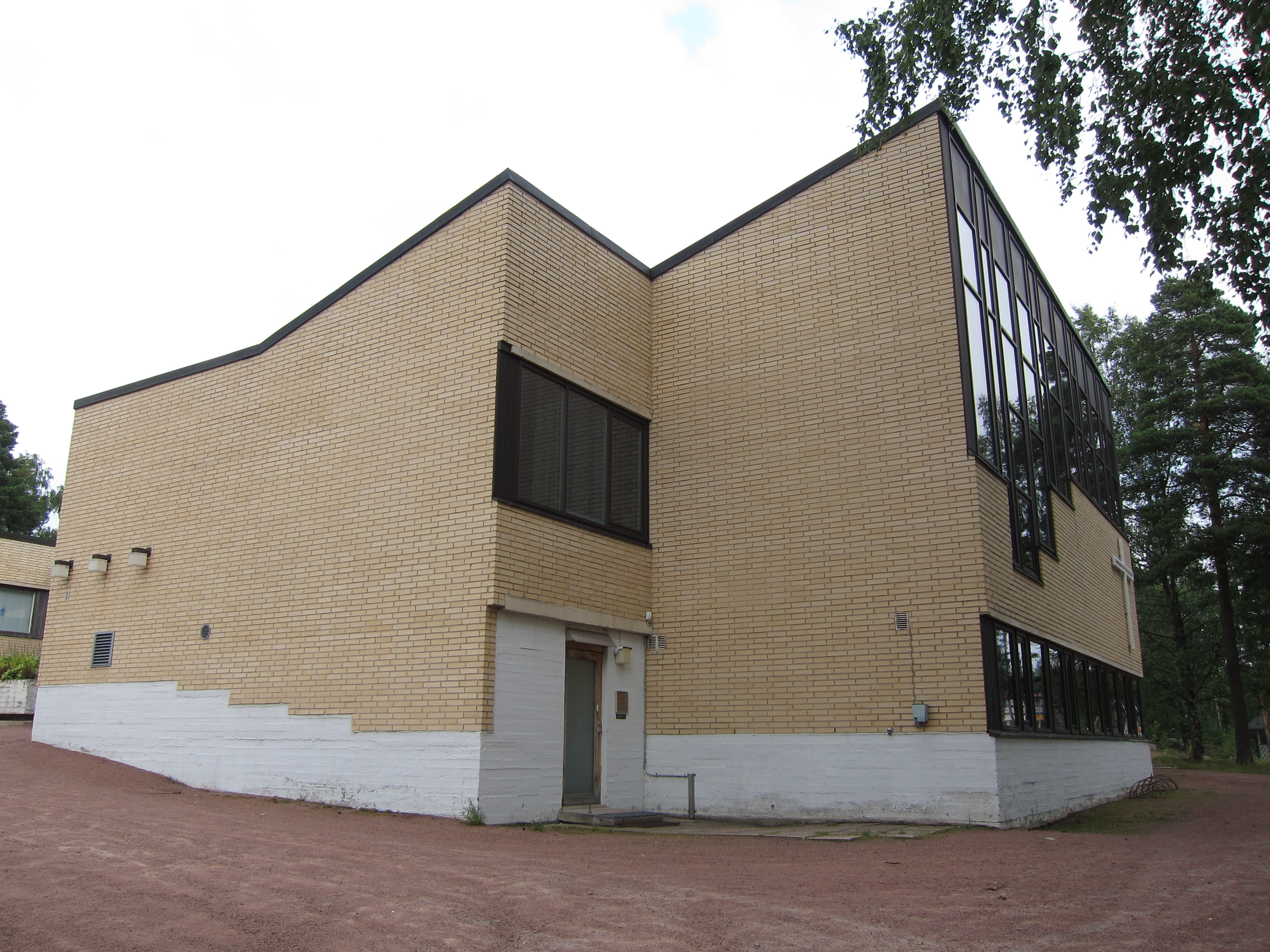
Église de Ruonala.
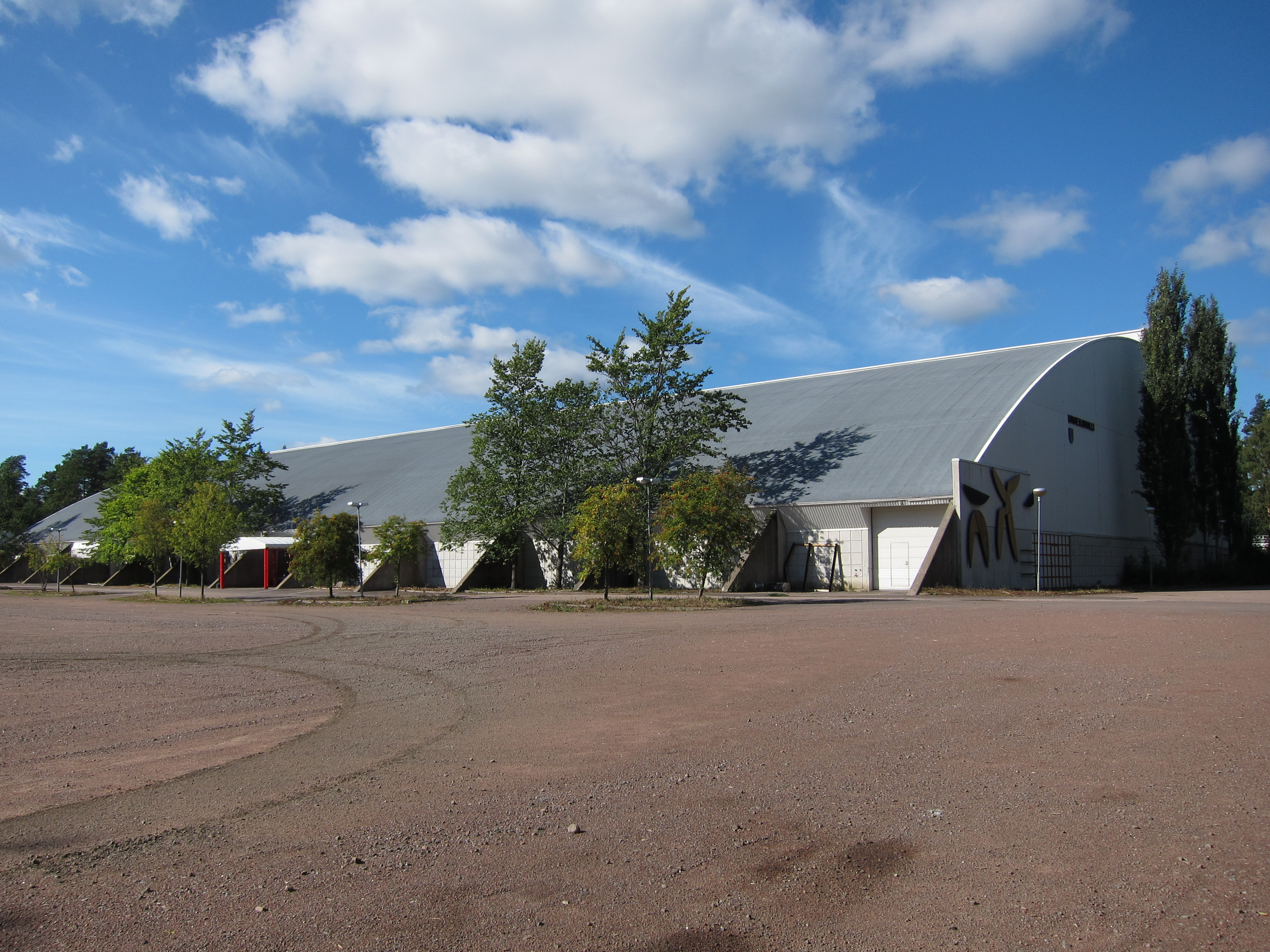
Salle de sport de Ruonala.
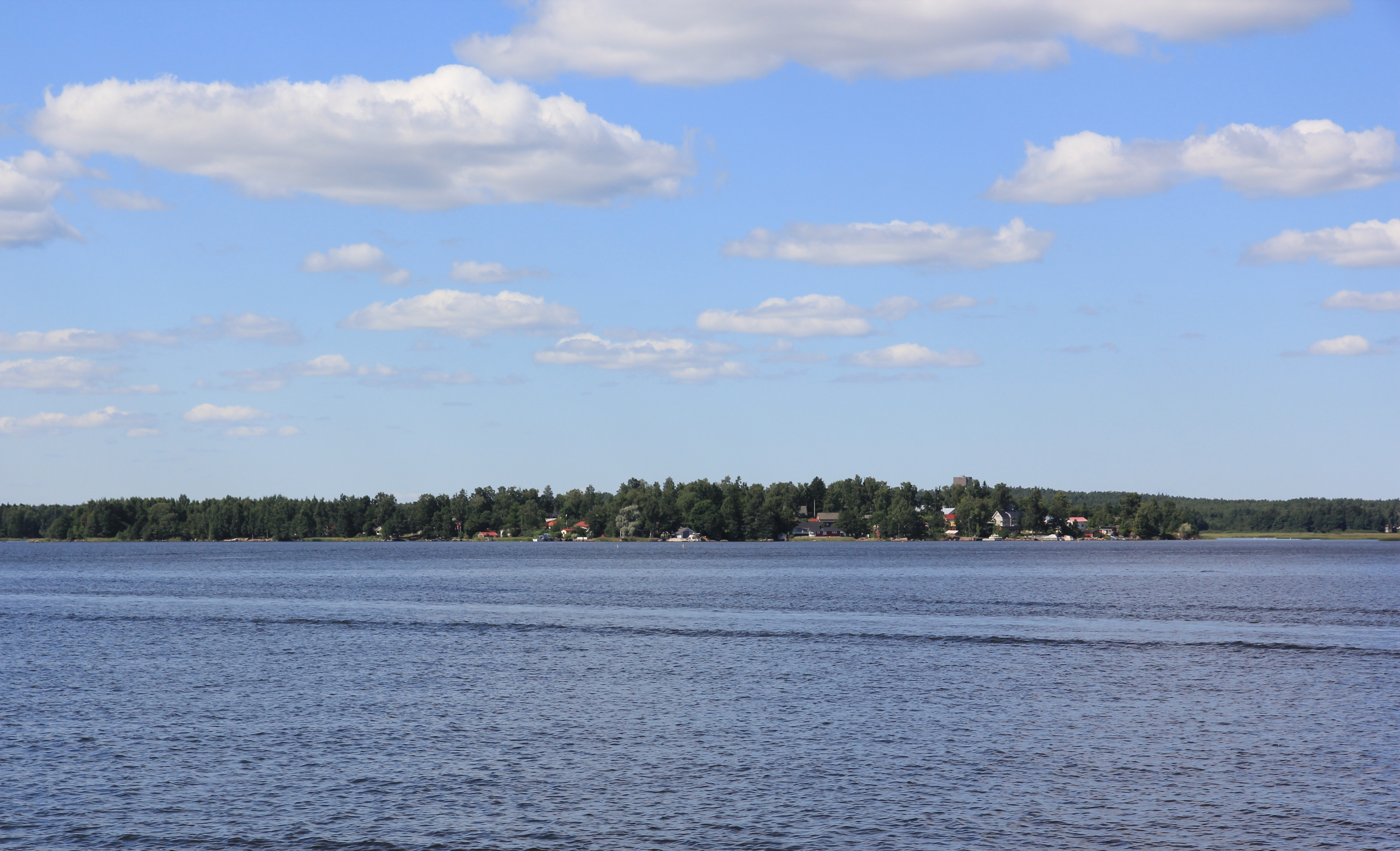
Munsaari.